# Meris Idrizi
Meris Idrizi (* 25. Mai 2003 in Liestal) ist ein Schweizer Kickboxer. Der K-1-Kämpfer ist WKU Schweizer- und Europameister im Leichtgewicht bis 70 kg. Seit Oktober 2019 kämpft er für Superpro-Sportcenter.

## Sportliche Karriere
Bereits mit 10 Jahren begann er sein Training in Kickboxen bei Brothers-Gym in Olten bei den Trainern Nilaani und Thigashaan Abduli. Seinen ersten Kampf absolvierte er mit 13 Jahren und besiegte seinen Gegner. Er gewann 2018 mit 15 Jahren den Schweizer Meistertitel. Ein Jahr später wurde er Europameister gegen den georgischen K-1 Kämpfer Chemia Givi.
Im Jahre 2019 wechselte er zum Superpro-Sportcenter nach Basel und wird dort von Shemsi Beqiri trainiert.

## Liste der Kämpfe
| Ergebnis   | Rekord | Gegner         | Datum      | Veranstaltung                   | Methode                        | Runde |
| ---------- | ------ | -------------- | ---------- | ------------------------------- | ------------------------------ | ----- |
| Sieg       | 0-1    | Kadri Kadrijaj | 27.05.2017 | The Story, Stadthalle Olten     | Punktentscheidung (einstimmig) | 3     |
| Sieg       | 0-2    | Gjin Colaj     | 24.03.2018 | WKU Fight Night, Volketswil     | Punktentscheidung (einstimmig) | 3     |
| Sieg       | 1-2    | Vildan Zendeli | 12.05.2018 | The Story, Stadthalle Olten     | Punktentscheidung (einstimmig) | 3     |
| Sieg       | 1-3    | Lurcy Gheorghe | 29.09.2018 | WKU Fight Night, Frauenfeld     | Punktentscheidung (einstimmig) | 3     |
| Sieg       | 1-4    | Julet Etemi    | 17.11.2018 | WKU Fight Night, Volketswil     | KO (Schläge)                   | 2     |
| Sieg       | 1-5    | Omar Madi      | 09.02.2019 | WKU Fight Night, Uster          | Punktentscheidung (einstimmig) | 3     |
| Sieg       | 1-6    | Chemia givi    | 11.05.2019 | The Story, Aarau                | KO (Schläge)                   | 2     |
| Sieg       | 1-7    | Ivan Djuric    | 23.07.2019 | WKU Fight Night, Gostivar       | KO (Schläge)                   | 1     |
| Niederlage | 1-8    | Omobude Osasu  | 26.10.2019 | WKU Fight Night, St. Gallen Wil | Punktentscheidung              | 3     |
| Sieg       | 1-9    | Jason Kongolo  | 27.09.2020 | WKU Fight Night, Frauenfeld     | Punktentscheidung (einstimmig) | 3     |